# Bernoulli (cràter)
Bernoulli és un cràter d'impacte lunar que es troba a la part nord-est de la Lluna, al sud del cràter Messala, i a l'est de Geminus.

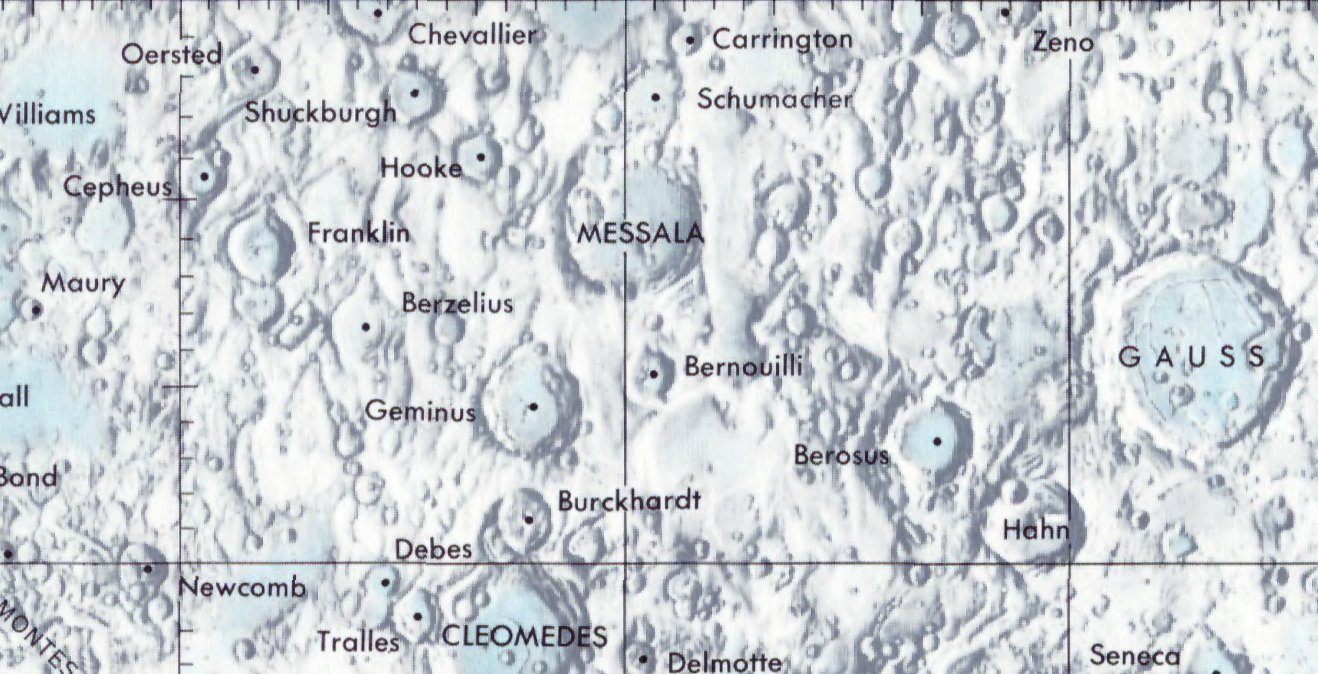
Localització de Bernoulli (centre de la imatge)
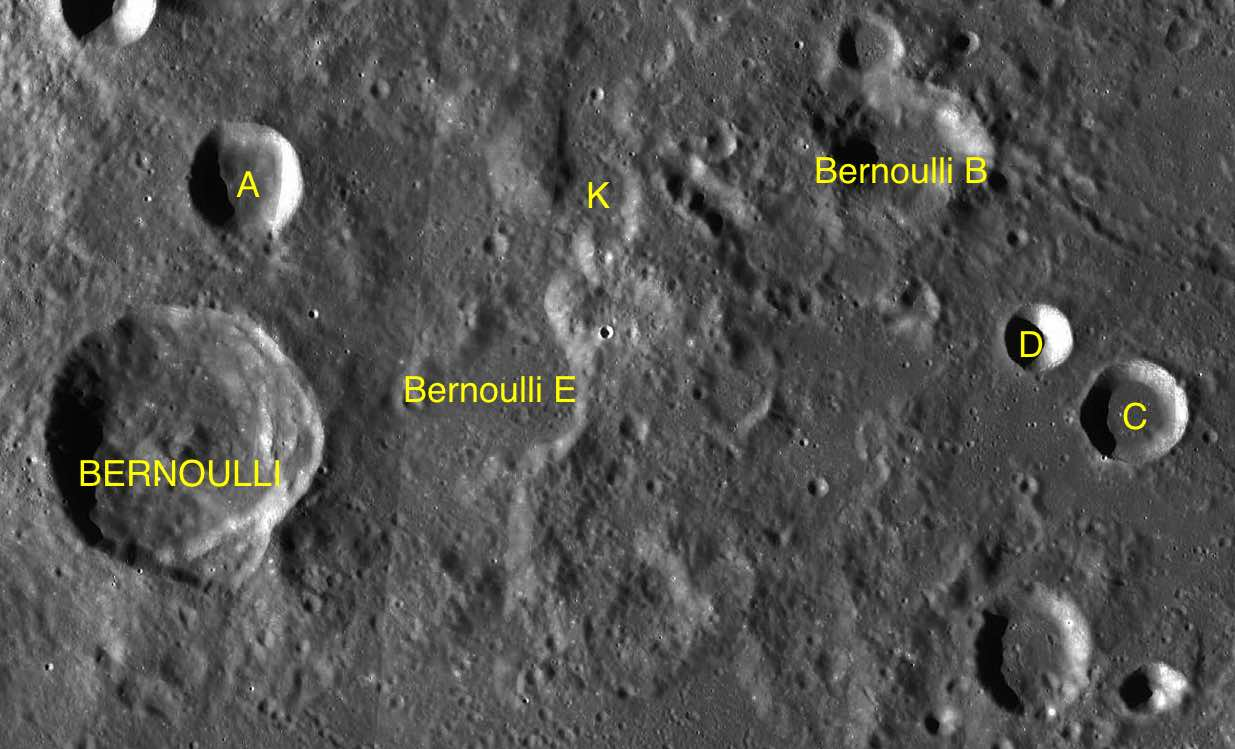
Cràters satèl·lit

Aquesta formació és gairebé circular, amb diverses lleugeres protuberàncies cap a l'exterior situades al voltant del seu perímetre. Es localitza una depressió al llarg de part de la paret sud, formant una protuberància triangular cap a l'exterior de la vora, que és més alta per l'est, ascendint fins als 4000 m. En el punt mig del fons del cràter apareix una formació amb el pic central.

## Cràters satèl·lit
Per convenció aquests elements són identificats en els mapes lunars posant la lletra en el costat del punt central del cràter que està més proper a Bernoulli.
| Bernoulli | Coordenades                          | Diàmetre |
| --------- | ------------------------------------ | -------- |
| A         | 36° 24′ N, 60° 54′ E / 36.4°N,60.9°E | 22 km    |
| B         | 36° 54′ N, 65° 36′ E / 36.9°N,65.6°E | 22 km    |
| C         | 35° 18′ N, 67° 12′ E / 35.3°N,67.2°E | 19 km    |
| D         | 35° 42′ N, 66° 30′ E / 35.7°N,66.5°E | 12 km    |
| E         | 35° 18′ N, 63° 00′ E / 35.3°N,63.0°E | 26 km    |
| K         | 36° 42′ N, 62° 42′ E / 36.7°N,62.7°E | 20 km    |